# Environmental Media Association
L'Environmental Media Association (EMA) è un'organizzazione non a scopo di lucro fondata nel 1989 da Cindy e Alan Horn e da Lyn e Norman Lear. Lavora con l'industria dell'intrattenimento per incoraggiare la realizzazione di opere ecologiche e per aumentare la consapevolezza ambientale del pubblico. Il gruppo fornisce un "Green Seal" alle produzioni che riducono il loro impatto ambientale. Il primo film a fregiarsi di questo "sigillo" fu L'incredibile Hulk, che ha compiuto sforzi specifici nel corso delle riprese del 2007 per ridurre le emissioni di carbonio e i rifiuti creati durante la produzione. Seguirono alcuni episodi TV, come l'episodio di Futurama Il cibo parlante, e film, che ricevettero il premio Environmental Media Awards, che viene assegnato annualmente al miglior programma televisivo o film con un messaggio ambientale.